# Lagoa Branca (Flores)
Lagoa Branca (portugiesisch für „weißer See“), auch Caldeira Branca, ist ein Kratersee im Westen der portugiesischen Azoren-Insel Flores, der zum Kreis Santa Cruz das Flores gehört. Der See liegt im Naturschutzgebiet Reserva Natural do Morro Alto e Pico da Sé. Er ist etwa 5 Hektar groß und 2 m tief. Der Name des Sees geht auf seine geringe Tiefe zurück: zum einen wirkt der Seeboden wegen der im See schwimmenden Algen heller, zum anderen trocknet der See vergleichsweise leicht aus.